# Zweiter Bremisch-Schwedischer Krieg
Der Zweite Bremisch-Schwedische Krieg (schwedisch Andra bremiska kriget) war ein kriegerischer Konflikt zwischen dem Königreich Schweden und der Stadt Bremen im Jahr 1666. Er wurde um die Eigenständigkeit und den Status Bremens als freie Reichsstadt geführt.

## Vorgeschichte
Im Ersten Bremisch-Schwedischen Krieg 1654 hatte Schweden seine Ansprüche auf die ehemals bremischen Landbesitzungen im Herzogtum Bremen durchgesetzt, jedoch nicht die Kontrolle über die Stadt Bremen selbst erlangt. Hinzu kam, dass Bremen in der Folge des Ersten Stader Vergleichs der schwedischen Krone zwar gehuldigt hatte, aber weiterhin den Einladungen auf die Reichstage folgte, was Schweden als Provokation auffasste. Vor allem Feldmarschall Carl Gustav Wrangel strebte eine Eingliederung der Stadt in das schwedische Reichsterritorium Bremen-Verden ein, war jedoch durch die Verwicklung des Landes in den Zweiten Nordischen Krieg militärisch gebunden.

### Verhandlungen

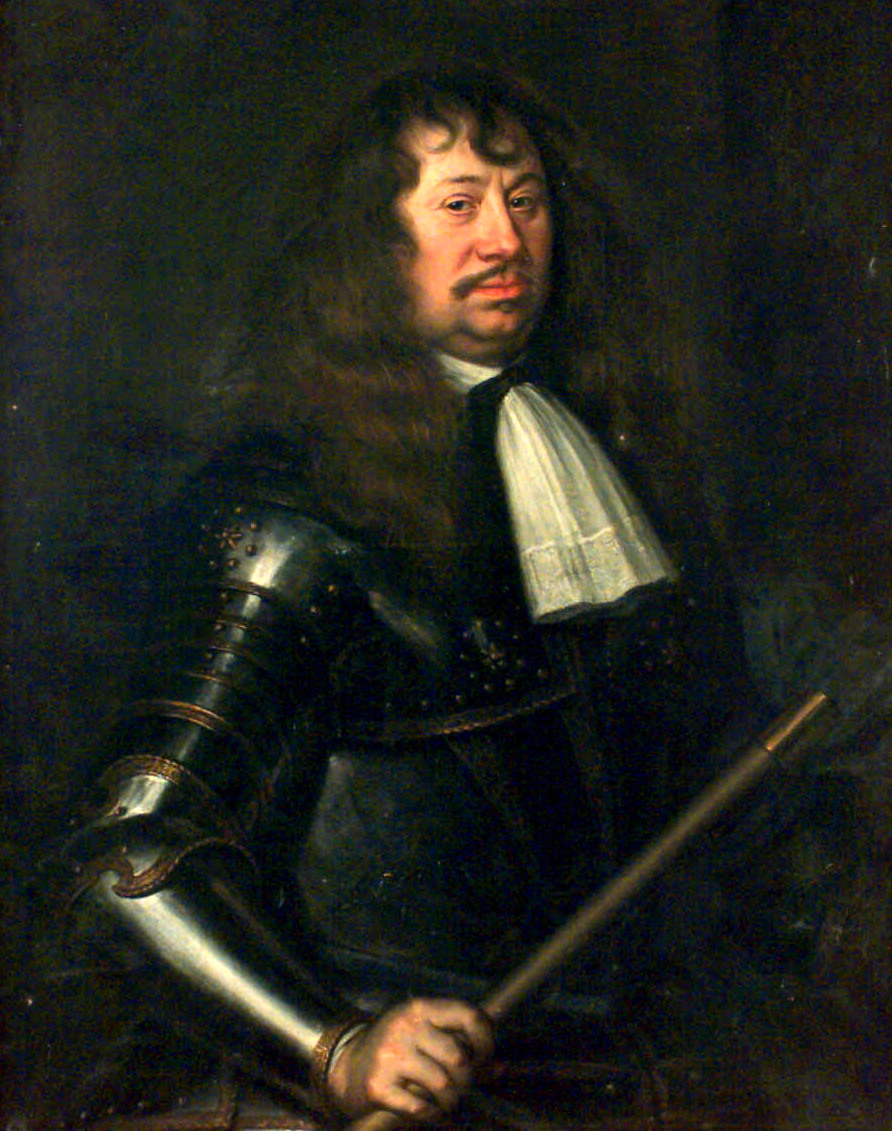
Carl Gustaf Wrangel

Anfang des Jahres 1666 spitzte sich der schwelende Konflikt zu, als Wrangel ein größeres Kontingent Truppen aus Schwedisch-Pommern ins Herzogtum Bremen verlegte. Zunächst setzten beide Seiten auf Verhandlungen. Im Februar und März reiste hierfür eine bremische Delegation des Bremer Rates unter Johann Wachmann zu Gesprächen mit Wrangel nach Stade. Es konnte jedoch keine Einigung erzielt werden, da die Schweden darauf beharrten, dass Bremen seine Reichsunmittelbarkeit aufgeben und königlich-schwedische Municipalstadt werden sollte, der Rat der Stadt dies jedoch kategorisch ablehnte. Begleitet wurden die Gespräche von einem diplomatischen Schlagabtausch, in dessen Verlauf beide Parteien mehrere Streitschriften veröffentlichten, die ihre jeweiligen Standpunkte begründeten und für Unterstützung warben – so in der schwedischen Druckschrift „Grundliche Deduction rechtmäßiger Befügnüsse, so Ihre Königliche Majestaet und Hochlöbliche Crohn Schweden an die Stadt Bremen haben“ und in der Bremer Druckschrift „Sonnenklahrer Anzeig und Beweiß, daß vermüge des Stadischen Vergleichs de anno 1654 der Stadt Bremen eine geruhige Possession vel quasi ihre Reichsimmedietät etc. vorbehalten blieben“.

### Kriegsvorbereitungen

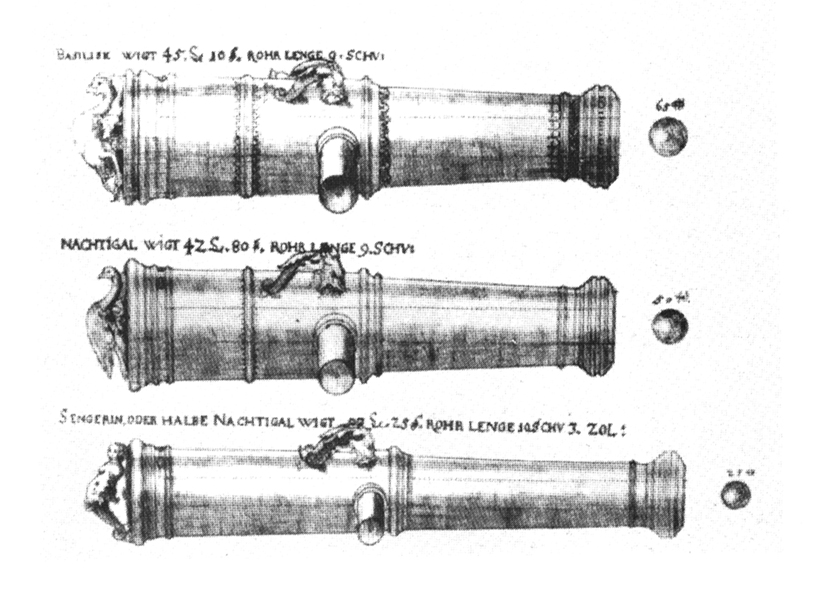
Bremische Geschütze im 17. Jahrhundert: Der Basilisk, die Nachtigall und die Sängerin

Im Hinblick auf die angespannte Lage hatte Bremen bereits im Herbst 1665 begonnen, seine Verteidigung auszubauen und die übliche Garnison von 700 bis 800 Mann auf 1.530 Mann in neun Kompanien aufgestockt und drei Schwadronen Reiter aufgestellt, allesamt erfahrene Soldaten – meist Braunschweiger. Der Rat erließ einen Erlass, dass die geworbenen Soldaten in „vornehmen Häusern“ einzuquartieren sein – wer sich der Aufforderung verweigerte, musste 8 Mark zahlen. Darüber hinaus standen der Stadt zirka 4.000 Mann aus den Bürgerkompanien zur Verfügung. Den Oberbefehl über die Truppen hatte – wie bereits im ersten Bremisch-Schwedischen Krieg – Oberst Gerhard auf dem Keller. Bremen verfügte zudem über starke Befestigungen. Nur wenige Jahre zuvor waren die Wälle der Stadt mit neuen Bastionen verstärkt und mit Geschützen gut bestückt worden.
Dem gegenüber standen zunächst knapp 7.000 Mann auf schwedischer Seite unter Feldmarschall Wrangel, der bereits im Dreißigjährigen Krieg gekämpft hatte. Ende Mai / Anfang Juni rückten sie in das stadtbremische Umland – die „vier Gohe“ – ein und belegten die dortige Bevölkerung mit Kontribution. Die Stadt war damit vollständig eingeschlossen und sämtliche Lieferungen und Post  in die Stadt wurden abgefangen. In Habenhausen südlich der Stadt richtete Wrangel sein Hauptquartier ein und ließ eine Schiffsbrücke über die Weser bauen. Nördlich der Stadt bei Lankenau wurde das „untere Hauptlager“ eingerichtet, das General Christoph Delphicus von Dohna unterstellt war. Auch hier wurde eine Schiffsbrücke über die Weser geschlagen. Neben diesen beiden Hauptlagern wurden beim Warturm, bei Kattenturm und zwischen Walle und Gröpelingen drei Schanzen angelegt.

## Der Krieg

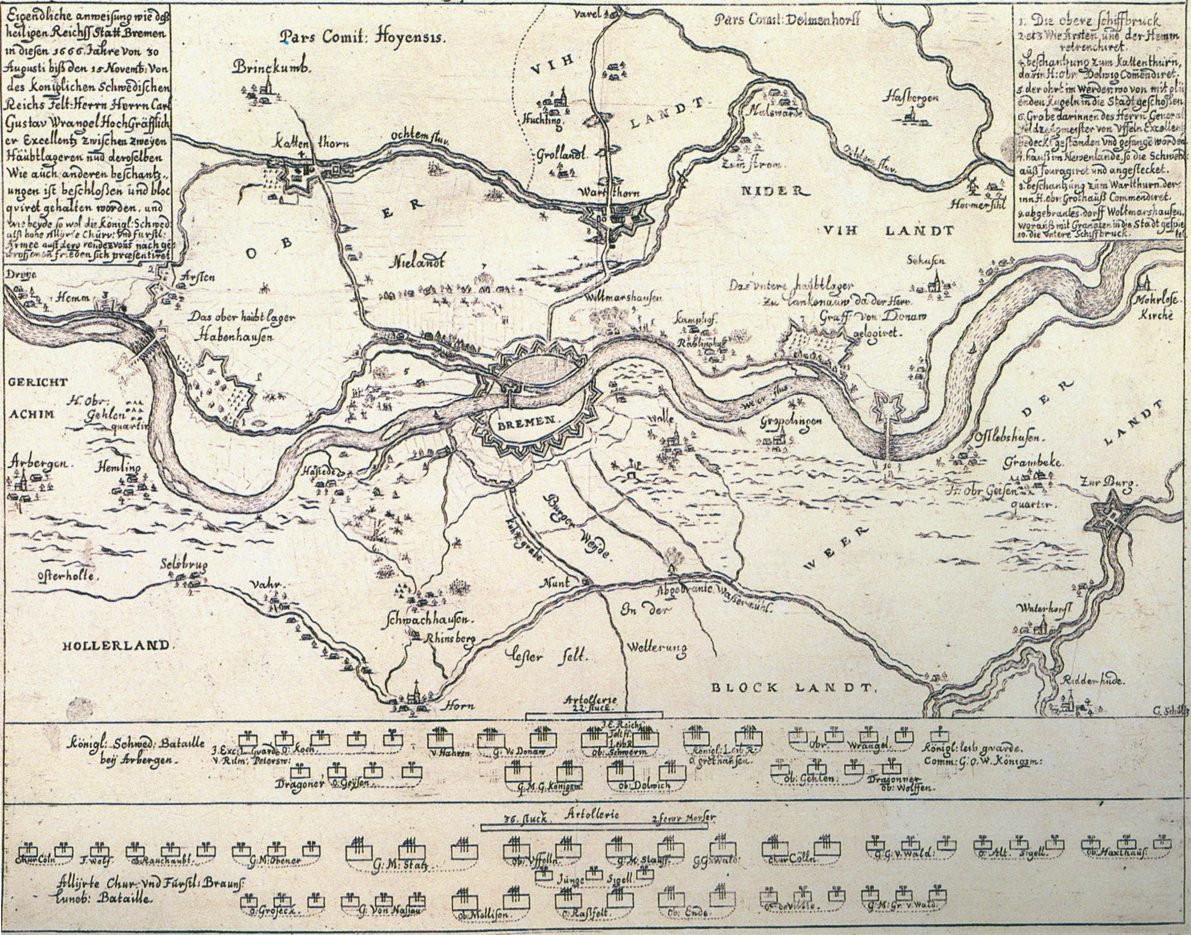
Belagerung Bremens durch die schwedischen Truppen 1666

Nachdem letzte Gespräche im August 1666 in Vegesack ebenfalls ohne Ergebnis geblieben waren, kam es am 29. August zu ersten Feindseligkeiten, als Bremer Soldaten zwei Amelander Schiffe befreien wollten, die von schwedischen Soldaten auf der Weser festgehalten wurden. Im Verlauf des Gefechts gerieten einige städtische Wachsoldaten in Gefangenschaft und die Bremer beschossen schwedische Stellungen im Vieland mit Feldgeschützen. Um freies Schussfeld von den Bastionen der Stadt zu erhalten, ordnete der Rat an, in den Vorstädten – insbesondere in Woltmershausen – zahlreiche Bäume zu fällen und Häuser abzureißen, die in einer Entfernung von weniger als 600 Fuß von den Befestigungen standen. Den Eigentümern der Häuser wurde eine Entschädigung zugesprochen.
Anfang September bauten die Schweden ihre Stellungen bei Kattenturm und Wartum aus. Am Ziegelwerder außerhalb der Neustadt und am Alten Wege – der Fuhrstraße nach Hamburg – kam es zu Scharmützeln zwischen den gegnerischen Parteien. Bei dem „Munte“ genannten Hof am Rande der Bürgerweide erbeuteten bremische Soldaten schwedisches Pioniermaterial und führten Vieh aus Horn und Schwachhausen in die Stadt. Die Schweden zündeten im Gegenzug die Mühle auf der Bürgerweide an und plünderten das Dorf Neuenland – bremische Soldaten, die sie daran hindern wollten, gerieten in einen Hinterhalt und mussten sich unter Verlusten in die Stadt zurückziehen. Mitte September erbeuteten schwedische Reiter bei einem Vorstoß auf die Weiden vor der Neustadt zirka 200 Kühe, erlitten jedoch Verluste, als sie von der Artillerie auf den Neustadt-Wällen unter Beschuss genommen wurden. In der Stadt requirierte das Bremer Militär Pferde, um die Kavallerie zu verstärken, und unternahm am 15. September mit insgesamt 550 Mann Reiterei, Musketieren und Pikenieren unter Oberst auf dem Keller einen Ausfall vom Steinturm aus. Die Soldaten zogen sich jedoch bald darauf wieder hinter die Landwehr in der östlichen Vorstadt zurück. Bei Hastedt konnten die Schweden den fürstlich-lüneburgischen Generalfeldzeugmeister Heinrich von Uffeln und seine Einheit von 30 Mann gefangen nehmen, als diese unentdeckt nach Bremen gelangen wollten, um in die Dienste der Stadt zu treten. Einige Tage später zerstörte eine bremische Einheit nachts in einer Kommandoaktion schwedische Reduiten an der Ochtum.
In der zweiten September-Hälfte verschlechterte sich die Versorgungslage auf beiden Seiten gleichermaßen. So wurde in Bremen zur Schonung der Vorräte eine Verordnung erlassen, dass nur noch dünnes Bier gebraut und ausgeschenkt werden dürfe. Bei den Belagerern außerhalb der Stadt wurde zunehmend über Hunger geklagt. In dem Dorf Walle vor den Toren der Stadt kam es zudem zu einem Ausbruch der Pest. Für die Bremer verbesserte sich die Lage wieder, als innerhalb der Stadtgrenzen auf der Weser unerwartet reicher Fischfang gemacht wurde. Derweilen gingen die Scharmützel in der Umgebung der Stadt weiter: bei der Schweineweide nahe Walle kam es zu einem Gefecht, als schwedische Reiter dort weidendes Vieh erbeuten wollten. Aus Angst vor einem größeren schwedischen Vorstoß wurden die Korn- und Heuvorräte aus dem Barkhof bei der Schleifmühle in die Stadt gebracht, wobei es zu Unterschlagungen kam. Zu weiteren kleineren Gefechten kam es vor dem Steinturm und bei Neuenland. Um zu verhindern, dass Bremer Bürger sich den schwedischen Truppen anschlössen, erließ der Rat am 21. September mit einem drakonischen Erlass ein Verbot für Bremer, in feindliche Dienste zu treten:
„[…] Da diese Stadt leider wider alles Verschulden von königlich-schwedischen Truppen belagert und auch sonst feindlich behandelt wird, sich unter denselben aber verschiedene Bürger und Bürgerkinder dieser Stadt befinden und sich unrechtmäßiger Weise gegen ihr Vaterland gebrauchen lassen, will ein Edel Hochweiser Rat und die ganze Wittheit […] hiermit davon abgemahnt und zugleich in kraft dieses [Proklams] angeordnet haben, daß sie sich ohne Verzug wieder hierherbegeben und die feindlichen Dienste verlassen bei Verlust von Hab und Gut, auch Leib und Leben.“

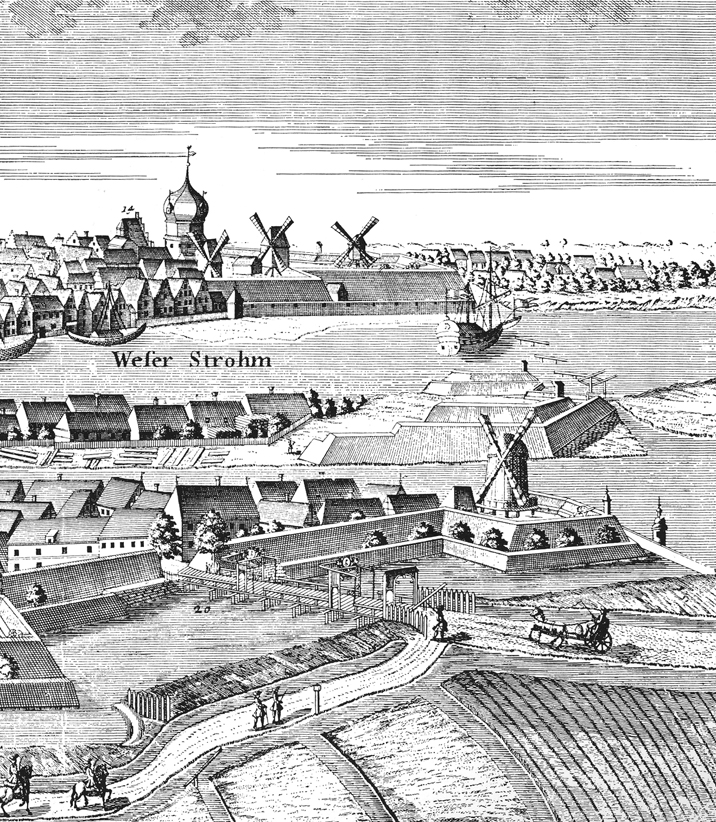
Blick von der Neustadt-Seite zur Ostertor-Bastion (1729)

Anfang Oktober erhielt Wrangel Verstärkung für seine bislang recht schwache Artillerie durch neue schwere Geschütze. Am 2. und 4. Oktober beschossen die Schweden daraufhin von Habenhausen und vom Kreyenberg aus die Stadt mit glühenden Kugeln. (Laut Johann Heinrich Moritz von Poppe war dies der erste Einsatz glühender Kugeln überhaupt, es gilt jedoch als wahrscheinlich, dass solche Geschosse bereits viel früher eingesetzt wurden.)  Dabei wurde die Gegend um die Ostertor-Bastion und die Holzpforte getroffen, aber auch der Domshof und angrenzende Straßen. Zur Sicherheit wurden aus den Bürgerkompagnien der Stadt Löschtrupps gebildet – größerer Schaden durch Feuer entstand jedoch nicht. Die Bremer antworteten mit dem Beschuss schwedischer Truppen von der St.-Stephani-Bastion aus. Am 7. Oktober explodierte eine schwedische Kanone beim Laden mit einer glühenden Kugel und tötete zahlreiche Soldaten.
In Anbetracht der sich zuspitzenden Lage erging ein Schreiben von Kaiser Leopold I. an das Reichsdirektorium, die Verhandlungen zu beschleunigen und der Stadt Beistand zu leisten. Mitte Oktober kamen die Unterhändler Kanzler Peter von Buschmann aus dem Kurfürstentum Köln, Marschall Georg Christoph von Hammerstein aus dem Fürstentum Calenberg, Baron Friedrich Casimir von und zu Eltz aus dem Fürstentum Lüneburg, Statthalter Hildebrand Christoph von Herdenberg aus dem Fürstentum Braunschweig-Wolfenbüttel und Landdrost Johann von Ledebur aus Brandenburg in die Stadt und wurden mit allen Ehren empfangen. Es gelang ihnen, einen beidseitigen Waffenstillstand zu vereinbaren, der besagte, dass sich die Schweden nicht bis auf Schussweite den Befestigungen nähern sollten und die Bremer alle Ausfälle unterlassen sollten. Trotz dieser Vereinbarung kam es zu mehreren kleinen Zwischenfällen – schwedische Soldaten plünderten Höfe im Werderland, Hollerland und Blockland, bremische Soldaten beschossen gegnerische Truppen. In den folgenden Tagen pendelten die Unterhändler mehrfach zwischen dem Hauptlager Wrangels in Habenhausen und der Stadt, um Resolutionen auszutauschen und die Verhandlungen voranzutreiben.
Am 22. Oktober traf eine 3.000 Mann starke schwedische Verstärkung – das blaue Wrangelsche Regiment – aus Pommern kommend vor Bremen ein und wurde in Hemelingen einquartiert. Insgesamt waren die schwedischen Truppen damit auf über 10.000 Mann angewachsen. Dennoch wurde die Lage für Wrangel zusehends kritisch, als am 28. Oktober 1666 in Den Haag die Vereinigten Niederlande, Dänemark, Brandenburg und Braunschweig-Lüneburg ein anti-schwedisches Bündnis schlossen, die Quadrupelallianz von 1666. Außerdem wurde bekannt, dass bei Thedinghausen ein Reichsheer zum Entsatz der Stadt mit ungefähr 15.000 Mann – vor allem aus Braunschweig-Lüneburg und Brandenburg – unter Graf Friedrich von Waldeck zusammengezogen wurde. Ende Oktober lösten die Schweden deshalb ihr Lager bei Lankenau auf, bauten die Schiffsbrücke ab und konzentrierten ihre Truppen bei Habenhausen. Die Belagerung war somit teilweise aufgehoben und Güter und Post konnten wieder in die Stadt gelangen.

## Friedensschluss

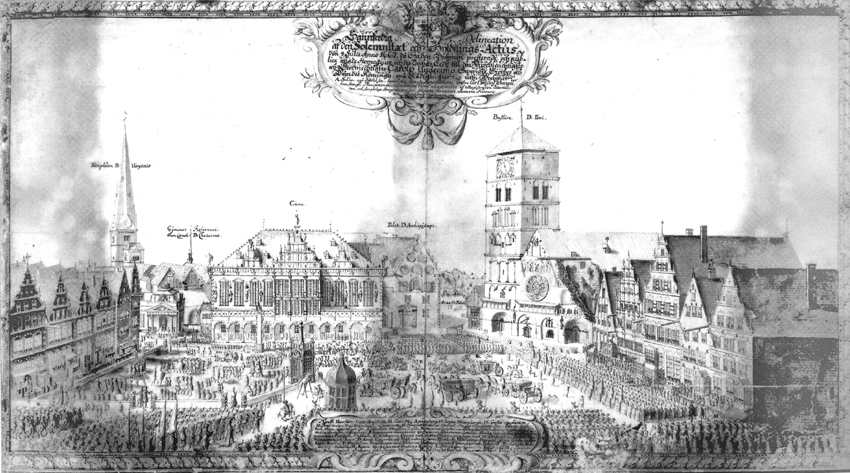
Bremen huldigt der schwedischen Krone

Anfang November intensivierten sich die Verhandlungen und schließlich wurde ein Kompromiss erzielt. Wrangel gab die Pläne zur Eroberung der Stadt auf und unterzeichnete am 15. November 1666 den Frieden von Habenhausen. Am 8. Juli des Jahres 1667 huldigte die Stadt Bremen der schwedischen Krone und feierte in Anwesenheit Wrangels das Friedensabkommen.